# 花园街道 (丹东市)
花园街道，是中华人民共和国辽宁省丹东市振兴区下辖的一个乡镇级行政单位。

## 行政区划
花园街道下辖以下地区：
桃源社区、昆源社区、桃铁一社区、桃铁二社区、花园社区、表厂社区和花园村。